# Cyklostezka Vlčí Důl
Cyklostezka Vlčí Důl byla první cyklostezkou v kraji, vybudovánou v roce 2002 na místě zrušené železniční tratě 8c z České Lípy do Žizníkova. Je dlouhá 4,3 km. Původně byla součástí cyklistické trasy 3054 a později se stala součástí dálkové trasy Zelená cyklomagistrála Ploučnice. Jméno má po obci Vlčí Důl.

## Vznik
Původní jednokolejná železniční trať vedla z již nepoužívaného Městského nádraží v České Lípě přes Svárov, kolem továrny Narex, souběžně se silnicí z České Lípy do Zákup. Vlaky zde jezdily od roku 1900. Na rozcestí s odbočkou k Žízníkovu byla železniční zastávka Dobranov, trať se pak od silnice odklonila k dnes funkční zastávce Vlčí Důl – Dobranov v katastru obce Vítkov (Česká Lípa). Délka tratě byla zhruba 6 km. Po vybudování železničních přeložek v České Lípě (Trať 086) byl v roce 1989 provoz na trati 8c zrušen.
Později byly koleje demontovány a větší část tratě (4,3 km z celkových 6) byla pokryta asfaltem, cyklostezka byla označena jak dopravními značkami s číslem cyklotrasy 3054, tak dopravními značkami smíšené stezky pro chodce a cyklisty u obou konců a křížení se silnicemi. Nevyužívané, zarostlé koleje zůstaly kolem městského nádraží, zčásti ve Svárově.

## Popis

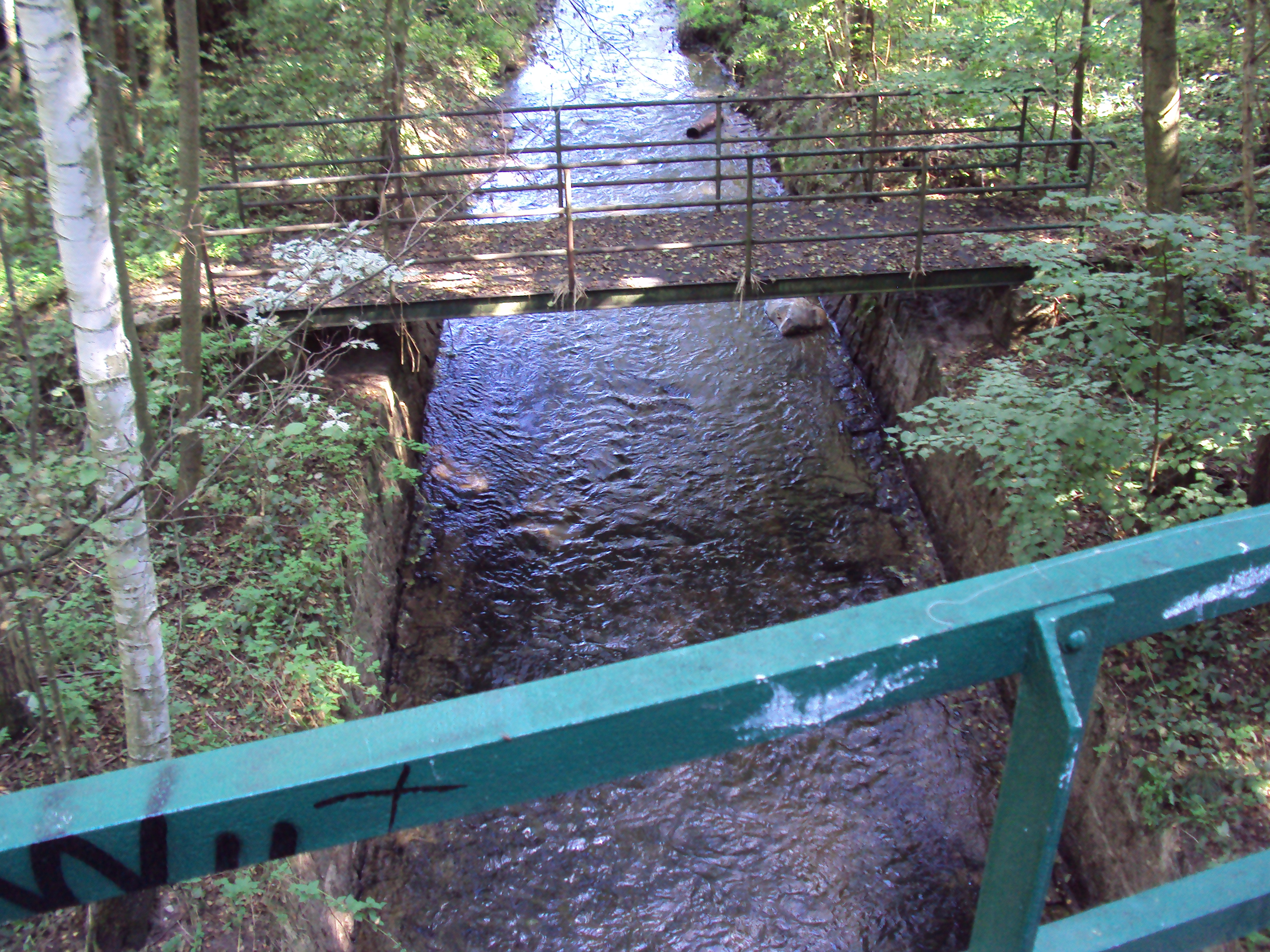
Pohled z cyklostezky na podtékající Dobranovský potok

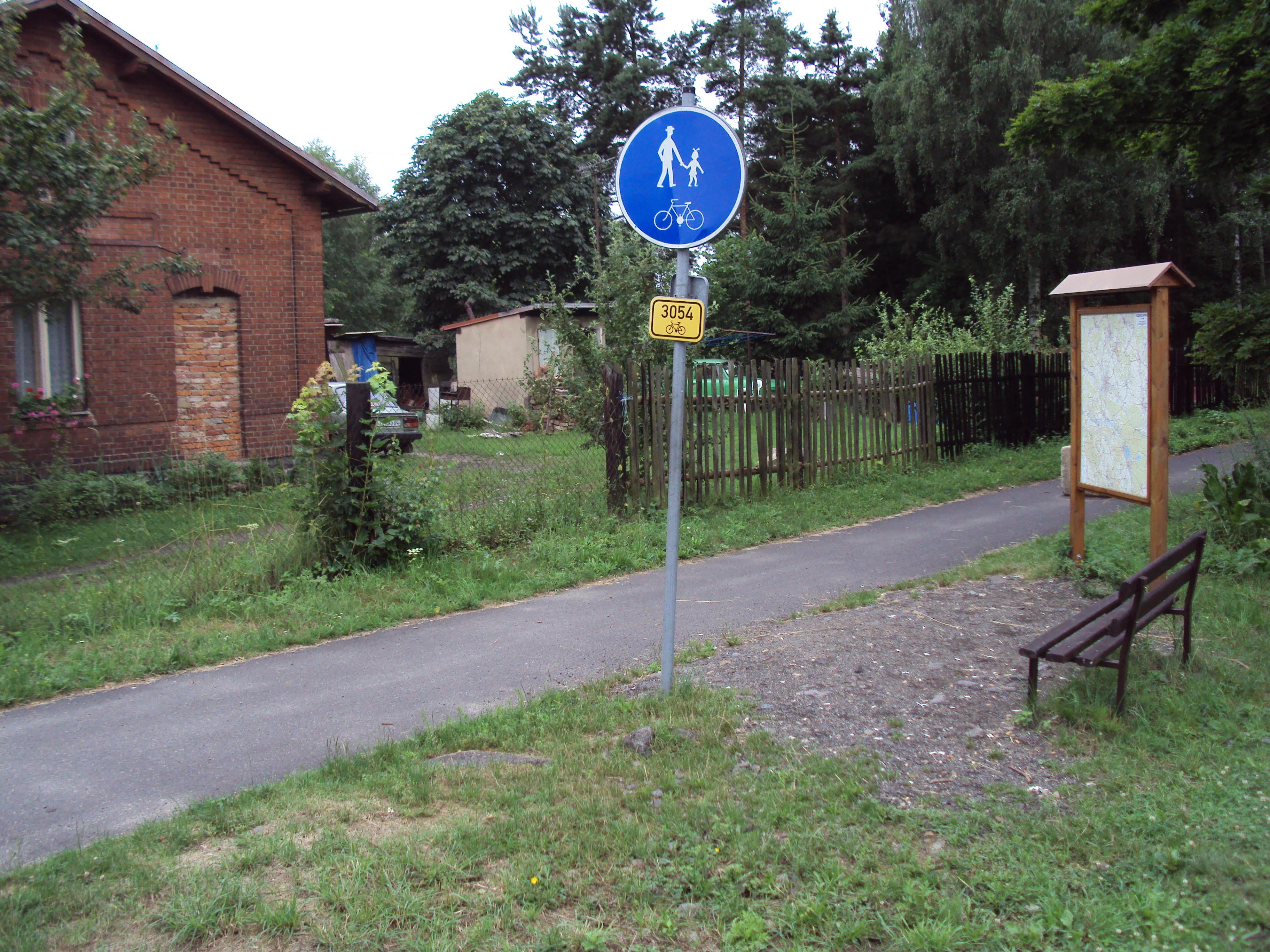
Konec zezadu želez.zastávky Vlčí Důl

V České Lípě začíná upravená cyklostezka ve čtvrti Svárov u bývalé továrny Narex (výrobce nářadí), kde se napojuje na městskou komunikaci. Rovinatá trasa překlenuje zátopové území Ploučnice porostlé olšinami a rákosím poblíž silniční výpadovky z České Lípy na Zákupy. Na trase je most přes Ploučnici a mostky pro vodu proudící kolem při častých zátopách. Po necelých 2 km přetíná silnici, odbočku na Žízníkov. U odbočky je zachovalá budova železniční zastávky Dobranov, dnes sloužící jako obytný domek. Trasa pokračuje lesíky s nepatrným vystoupáním směrem k železniční zastávce Vlčí Důl – Dobranov. Po trase je v zalesněném území jen strážní domek, také využíván k bydlení a most přes Dobranovský potok. Na konci vyasfaltovaného úseku u zastávky Vlčí Důl je vybudováno odpočívadlo s mapou, cyklotrasa 3045 odtud pokračuje po silnicích 3.třídy.

## Využití
Cyklotrasu využívají hojně jak cyklisté, tak výletníci na kolečkových bruslích i pěší turisté.
Místním turistům je doporučován na webu města okruh v délce 15 km po této cyklostezce, pak do Heřmaniček a návrat přes Žízníkov zpět do České Lípy.
Cyklostezka Vlčí Důl byla začleněna do cyklotrasy 3054 z Provodína do České Lípy, s využitím nově budované Cyklostezky Varhany do Kamenického Šenova a do Nového Boru. V České Lípě se lze napojit na druhou z vybudovaných cyklostezek na Písečnou (tj. cyklotrasa 3053).
V plánu je stezku začlenit do budované trasy Zelená cyklomagistrála Ploučnice.
Město Česká Lípa připravilo díky získané dotaci od Libereckého kraje opravu za 240 000 Kč čtyř mostů na trase. Práce jsou prováděny na podzim 2013.